# Wilhelm Burchard Sixtinus
Wilhelm Burchard Sixtinus (* 1572 in Marburg; † 1652 in Hameln) war ein deutscher Jurist und Staatsdiener, 1632–1634 hessischer Kanzler in dem von Hessen-Kassel als „Fürstentum Buchen“ besetzten Reichsstift Fulda, 1640–1652 Kanzler der hessischen Grafschaft Schaumburg.

## Leben
Er war der älteste Sohn des Rechtsgelehrten Regner Sixtinus (1543–1617), der von 1568 bis 1591 an der Universität Marburg lehrte, und dessen Ehefrau Elisabeth geb. Sascher. Über seine Schul- und Studienzeit, die wohl mehrheitlich in Marburg verlief, ist nur wenig bekannt. Nach dem Studium der Rechtswissenschaften, u. a. an der Universität Heidelberg führte ihn eine längere Auslandsreise nach Frankreich und Italien; dort studierte er auch in Siena. Danach arbeitete er, wie rund 30 Jahre zuvor sein Vater, eine Zeitlang am Reichskammergericht in Speyer, und schließlich promovierte er zum Doktor beider Rechte.
Sein Vater, seit 1594 Geheimer Rat des Landgrafen Moritz von Hessen-Kassel, verwandte sich daraufhin beim Landgrafen dafür, dass ihm die 1603 durch den Tod des Marburger Rechtsgelehrten Philipp Matthäus vakant gewordene Professur verliehen werde. Stattdessen wurde er jedoch 1604 „Professor iuris“ (Rechtsprofessor) am Collegium Mauritianum in Kassel.
Im Jahre 1609 berief ihn Landgraf Moritz in seinen als Staatsministerium fungierenden Geheimen Rat, wo er vornehmlich mit auswärtigen Angelegenheiten betraut wurde. Mit dem Beginn des Dreißigjährigen Kriegs wurde dies eine schwierige Position, da der Landgraf sich Kaiser Ferdinand II. zum Feind machte, zunehmend sprunghaft agierte, und sich auch mit der Ritterschaft und den Landständen wegen der hohen Kriegskosten überwarf. Unter dem Druck der zunehmenden äußeren und inneren Schwierigkeiten lag er auch mit seinen Räten immer häufiger in Streit. Sixtinus reiste im Jahre 1621 noch mit dem Oberhofmarschall Ernst von Börstel nach Korbach, um den Streit zwischen der Stadt und dem Grafen Wolrad IV. von Waldeck zum Vorteil des Landgrafen zu schlichten, fiel danach jedoch ebenfalls bei seinem Dienstherrn in Ungnade. Nach einer erneuten Meinungsverschiedenheit zwischen Moritz und seinen Räten wurde er, zusammen mit zwei Kollegen, Friedrich von Scholley und Liborius Sartorius, vom Landgrafen entlassen und noch am gleichen Abend aus der Stadt Kassel verwiesen.
Sixtinus verließ Hessen und war dann von 1623 bis 1628 Syndikus des Domkapitels am Bremer Dom.
Erst nach der im Jahre 1627 von den hessischen Ständen erzwungenen Abdankung des Landgrafen Moritz wurde er von dessen Sohn und Nachfolger Wilhelm V. 1628 wieder in den kasselischen Staatsdienst berufen und zum Geheimen Rat ernannt. (Auch sein jüngerer Bruder Nikolaus Sixtinus, seit 1622 Vize-Ephorus des Collegium Mauritianum und Aufseher der dort lernenden landgräflichen Prinzen, wurde vom neuen Regenten als Geheimer Rat angestellt.) Als Landgraf Wilhelm 1632 das Gebiet der Reichsabtei Fulda besetzte und mit Einwilligung des schwedischen Kanzlers Axel Oxenstierna als sogenanntes Fürstentum Buchen in Besitz nahm, wurde Sixtinus zum Kommissar bei der Besitzergreifung und im August des Jahres zum Kanzler in Fulda ernannt. Als der Landgraf das Gebiet nach der Schlacht bei Nördlingen am 6. September 1634 wieder räumen musste, kehrte Sixtinus nach Kassel zurück. 
Als die Grafschaft Schaumburg im Jahre 1640 nach dem Tod des Grafen Otto V. zwischen der Landgrafschaft Hessen-Kassel und der Grafschaft Lippe aufgeteilt wurde, wurde Sixtinus hessischer Kanzler der nunmehr hessischen Grafschaft Schaumburg.
Sixtinus heiratete Hedwig Katharina, die Tochter des hessischen Kanzlers Johannes Clotz. Er starb 1652 in Hameln.